# Andreas Richter (Biathlet)
Andreas Richter (* 1955) ist ein ehemaliger deutscher Biathlet. Er war für die DDR-Mannschaft 1976 bei den Olympischen Winterspielen 1976 in Innsbruck nominiert, kam jedoch nicht zum Einsatz.
Größter sportlicher Erfolg war der Gewinn von zwei Gold-Medaillen bei den Biathlon-Juniorenweltmeisterschaften 1975 in Antholz, wo er das Einzelrennen vor Eberhard Rösch gewann und in der Staffel den Titel gemeinsam mit Frank Ullrich und Gerhard Möller holte.
Seine einzige Medaille bei DDR-Meisterschaften errang Richter 1977 mit Platz 2 in der Staffel, wobei alle drei Medaillen an Staffeln aus Zinnwald gingen und Richter in der dritten Mannschaft aufgestellt war.
| Personendaten    | Personendaten      |
| ---------------- | ------------------ |
| NAME             | Richter, Andreas   |
| KURZBESCHREIBUNG | deutscher Biathlet |
| GEBURTSDATUM     | 1955               |